# Kościół Nawiedzenia Najświętszej Maryi Panny i klasztor Karmelitów Trzewiczkowych we Lwowie
Kościół Nawiedzenia Najświętszej Maryi Panny i klasztor Karmelitów Trzewiczkowych we Lwowie – był położony przy ul. Kniazia Romana 5a (ukr. Князя Романа, 5а; przed 1945 ul. Batorego).

## Historia kościoła i klasztoru
Karmelici pojawili się we Lwowie po raz pierwszy już w 1443 dzięki fundacji Jana Ligęzy. Na ofiarowanym im placu przed Bramą Halicką, nieopodal przyszłego klasztoru bernardynów, wybudowali kościół i klasztor pw. św. Leonarda. Kompleks jednak spłonął w wyniku jednego z najazdów tatarskich. 
W 1599 druga próbę osadzenia karmelitów przy kościele Matki Boskiej Śnieżnej podjął arcybiskup Jan Dymitr Solikowski. Bez powodzenia.
Dopiero próba mieszczanina lwowskiego, Wojciecha Makucha została uwieńczona powodzeniem. Ofiarował on karmelitom plac na Przedmieściu Halickim a inicjatywę jego wsparł materialnie starosta ruski, Stanisław Bonifacy Mniszech. Kamień węgielny pod budowę świątyni został położony w 1619. Zabudowa kościoła i klasztoru miała charakter warowny i otoczona była wysokim murem i wałem ziemnym. Powstały kościół i klasztor spłonęły jednak w 1648 podczas oblężenia kozackiego. Ponowny pożar ogarnął zabudowania w 1651. 
Nowy kościół z wieżą wybudowano dopiero w latach 1724–1727 i nadano mu wezwanie Nawiedzenia Najświętszej Maryi Panny. Kolejne straty kompleks kościelno-klasztorny poniósł podczas walk o Lwów w 1769, kiedy to miasto próbowali zdobyć, bez powodzenia, konfederaci barscy. Spłonęła wówczas m.in. wieża kościelna. Kościoła już nigdy nie odbudowano.
W 1772, w momencie zajęcia Lwowa przez Austriaków w wyniku pierwszego rozbioru Polski w głównym konwencie prowincji ruskiej pw. św. Józefa żyło 52 karmelitów trzewiczkowych.
W 1784 w wyniku reform józefińskich przeprowadzonych przez cesarza Józefa II władze austriackie skasowały klasztor karmelitów, zamieniając go na więzienie. Przy kościele natomiast istniała jeszcze przez 5 lat parafia, przeniesiona następnie do kościoła św. Andrzeja. 
Zrujnowany kościół rozebrano w 1876.
Pod koniec XIX w. do budynku klasztornego dobudowano gmach Sądu Karnego wg projektu Franciszka Skowrona.
Po 1945 budynek klasztorny został przekazany w użytkowanie Politechnice Lwowskiej.